# Weinmannia ouaiemensis
Espèce
Synonymes
- Cunonia ouaiemensis Guillaumin & Virot[1] [2]

Statut de conservation UICN

 CR B1ab(iii,v)+2ab(iii,v) : 
En danger critique
Weinmannia ouaiemensis est une espèce de plante du genre Weinmannia de la famille des Cunoniaceae. Elle est endémique de Nouvelle-Calédonie.

## Répartition et habitat
Cette espèce est endémique de l'île Grande-Terre en Nouvelle-Calédonie. Elle pousse entre 750 et 920 m d'altitude sur un sol sédimentaire volcanique.